# Espelhamento
O espelhamento, em informática, é a reflexão dos objetos físicos (software) no seu monitor, para uma melhor audição do componente que será visualizado.  

## Espelhamento de discos
Geralmente é feito para garantir que a unidade física mais frágil do computador esteja disponível em tempo integral. Quando uma falha acontece, o dado que está gravado no disco que está falhando pode ser lido no disco espelhado. O administrador da máquina pode então trocar o disco defeituoso sem que o servidor sofra interrupção no seu funcionamento. 
Para que a troca aconteça sem que o servidor esteja desligado, os discos rígidos tem uma característica própria, conhecida como hot swapping. Caso os discos não sejam desse tipo, a troca do disco defeituoso por um novo disco deverá ser feito com o computador desligado, o que não garante a continuidade do funcionamento do serviço - identificado como principal funcionalidade do espelhamento. Nesse caso a única vantagem será que não haverá perda de nenhum dado e não será necessário a volta de backups do sistema sobre o disco rígido trocado.

## Espelhamento de fontes de energia
Alguns sistemas também permitem espelhar unidades conversoras de energia, que fornecem energia para o computador a partir de uma unidade única. O espelhamento permite a inserção de uma ou mais unidades de conversão para que no caso de falha de uma unidade, a outra entre em funcionamento imediatamente sem que o funcionamento seja interrompido.

## Espelhamento de CPD
Esta é a forma mais perfeita de espelhamento. No caso de um acidente no CPD principal, como um incêndio, o CPD alternativo assume o controle das operações imediatamente. Esse ambiente deverá ter o mesmo tipo de conexões para redes externas que o ambiente normal. Normalmente esse tipo de espelhamento exige que ambos os ambientes tenham entre si conexões permanentes para que todas as ações realizadas em um deles possa ser replicada (replicação) no segundo ambiente.